# Eugene Monroe
Eugene Christopher Monroe (Plainfield, 18 aprile 1987) è un giocatore di football americano statunitense che gioca nei Baltimore Ravens della National Football League (NFL).Fu scelto nel corso del primo giro (8º assoluto) del Draft NFL 2011 dai Jacksonville Jaguars. Al college ha giocato a football all'Università della Virginia.

## Carriera universitaria
Ha giocato con i Virginia Cavaliers squadra rappresentativa dell'Università della Virginia.

## Carriera professionistica

### Jacksonville Jaguars
Al draft NFL 2009 è stato selezionato come 8ª scelta assoluta dai Jaguars. Il 14 agosto 2009 ha firmato un contratto di 5 anni ed ha debuttato nella NFL il 13 settembre 2009 contro gli Indianapolis Colts indossando la maglia numero 75.
Nella stagione 2010 ha saltato una partita a causa di una contusione alla testa.
Nella stagione successiva ha giocato 15 partite di cui 14 da titolare.

### Baltimore Ravens
Il 1º ottobre 2013, Monroe è stato scambiato coi Baltimore Ravens in cambio di un quarto e di un quinto giro al draft 2014.
L'11 marzo 2014, Monroe firmò un rinnovo quinquennale da 37,5 milioni di dollari con i Ravens.

## Vittorie e premi
Nessuno.

## Statistiche
| Partite totali      | 76 |
| Partite da titolare | 73 |

Statistiche aggiornate alla stagione 2013